# Opius obscurifemur
Opius obscurifemur är en stekelart som beskrevs av Fischer 1965. Opius obscurifemur ingår i släktet Opius och familjen bracksteklar. Inga underarter finns listade i Catalogue of Life.